# استان مانیکا
مانیکا (پرتغالی: Manica) یکی از استان‌های موزامبیک است که دارای ۶۲٬۲۷۲ کیلومتر مربع مساحت و طبق آمار سال ۲۰۰۷ دارای جمعیتی بالغ بر ۱٬۴۱۲٬۲۴۵ نفر می‌باشد. مرکز این استان شهر چیمویو است.